# Ipparco di Carmo
Ipparco (fl. V secolo a.C.) fu un arconte di Atene del V secolo a.C., figlio di Carmo, appartenente alla famiglia dei Pisistratidi.

## Biografia
Raggiunse l'arcontato nell'anno 496 / 495. Fu la prima persona a subire l'ostracismo, nell'anno 488/487. Tale circostanza è menzionata sia da Aristotele nella Costituzione degli Ateniesi (22, 3-6), che definisce Ipparco, assieme a Megacle, un amico dei tiranni che da Erodoto, che nelle Storie (VI 121, 1) accusa gli Alcmeonidi di volere che gli Ateniesi fossero sotto i barbari e sotto Ippia.
L'ostracismo di Ipparco è quindi dovuto al fatto di essere parente di chi aspirava a ripristinare la tirannide ad Atene con l'aiuto della Persia. Si prospetta anche come premessa per l'accusa agli Alcmeonidi e come dimostrazione anticipata della coerenza dell'accusa stessa.